# A.R.M.I.Y.A.
A.R.M.I.YA. (en cirílico: А.Р.М.И.Я.) es un grupo femenino de pop formado en el año 2007 cuyo nombre en ucraniano significa "ejército". Su productor, Iuri Nikitin, tuvo la idea de aprovechar la belleza ucraniana y seguir la exitosa fórmula británica del grupo musical Spice Girls.
Gracias a su trabajo en equipo, se han destacado más allá de lo que son los escenarios; actualmente son presentadoras de un programa de televisión de fitness llamado "Tonis" que se emite al aire cuatro días a la semana. En el año 2007 algunas posaron para la edición rusa de la revista Playboy, luciendo así todos sus atributos naturales. Después de esto una de sus integrantes Oksana Zadorozhnaya se marchó del quinteto para casarse al igual que Yulia Kavtaradze que se fue del grupo para unirse al dúo NikitA. Luego de la ida de Zadorozhnaya llegó la quien sería su nueva vocalista Vera Varlamova.
En 2010, A.R.M.I.Y.A. con la canción "Allo Allo" se presentaron en la preselección de Ucrania para el Festival de la Canción de Eurovisión 2011, pero finalmente no ganaron y Mika Newton fue quien representó a Ucrania.
En 2011, Anasstasia Kumeiko se marchó del grupo para unirse a NikitA, ya que Yulia había dejado el dúo.
El quinteto estuvo dentro de los seis cantantes o grupos finalistas que integraron la Competencia Internacional del LII Festival Internacional de la Canción de Viña del Mar, participando con la canción "My Sdelali Eto" (Lo hemos hecho), del autor ucraniano Larysa Arkhypenko y que cantaron en ruso. 
Además su líder, Anastassia Kumieiko, con el apoyo de sus compañeras de grupo, se postuló para Reina del Festival.

## Integrantes
- Anastassia Snadna (Pelirroja, ojos color verde)

En el grupo: 2007–Presente                        
Fecha de nacimiento: 28 de febrero
Signo zodiacal: Piscis
Procedente de Chernígov, estudio en la universidad estatal de Moscú se graduó de la especialidad economista y administrador.
- Irina Stepanova (Rubia cabello largo, ojos color azul)

En el grupo: 2007–Presente
Fecha de nacimiento: 14 de julio
Signo zodiacal: Cáncer
Procedente de Járkov, se graduó de la academia de educación física, departamento de rehabilitación deportiva y coreografía. Múltiple campeona por Ucrania y profesora de aeróbicos del deporte y fitness.
- Svetlana Safronova (Castaña, ojos color marrón)

En el grupo: 2009–Presente
Fecha de nacimiento: 11 septiembre
Signo zodiacal: Virgo
Procedente de Leópolis, estudió en la Universidad nacional de Kiev de la cultura y las artes, su especialidad es ser coreógrafa y maestra de ballet de danza moderna y clásica.
- Vera Varlamova (Rubia pelo corto, ojos color azul)

En el grupo: 2010–2016
Fecha de nacimiento: 5 de mayo
Signo zodiacal: Tauro
Procedente de Járkov, se graduó en Járkov instituto Empresa y Gestión, especialidad: Finanzas.
- Anastassia Kumieiko (Nana)

En el grupo: 2007-2011
- Oksana Zadorozhnaya (Ksyu)

En el grupo: 2007—2009
- Yulia Kavtaradze (Yulia)

En el grupo: 2007—2009

## Discografía
- (álbum) My Sdelali Eto (2007)
- Allo, Allo (2010)
- De esto(Pro Eto) (2007)
- Revolución sexual (álbum) (2009)
- Chempion (2009)
- Follow Your Feeling (sencillo para Chile) (2011)
- Люби меня (Let me Be Versión en inglés) Ft. DJ Méndez 2011